# Pierre Nicolas Camille Jacquelin Du Val
Pierre Nicolas Camille Jacquelin Du Val (* 28. Juli 1828 in Prades (Pyrénées-Orientales); † 5. Juli 1862 in Clamart) war ein französischer Entomologe.
Du Val studierte ab 1849 Medizin in Paris. Dort wandte er sich unter dem Einfluss von Alexandre Laboulbène der Entomologie zu und trat der Entomologischen Gesellschaft Frankreichs bei. Er veröffentlichte zuerst 1850 über Entomologie und sein Aufsatz von 1852 über die Laufkäfer-Gattung Bembidion verschaffte ihm die Aufmerksamkeit von Félix Édouard Guérin-Méneville, der ihn einlud, den Abschnitt über Käfer in einem Handbuch über die Naturgeschichte von Kuba zu schreiben.
Bekannt ist er für seine Monographie über europäische Käfer, die von Jules Migneaux (1825–1898) illustriert wurde. Er konnte drei Bände veröffentlichen, und es wurde nach seinem Tod von Léon Fairmaire (1820–1906) mit einem vierten Band fortgesetzt.

## Schriften
- Manuel entomologique. Genera des coléoptères d’Europe, comprenant leur classification en familles naturelles, la description de tous les genres, des tableaux dichotomiques destinés à faciliter l’étude, le catalogue de toutes les espèces, de nombreux dessins au trait de caractères et plus de treize cents types représentant un ou plusieurs insectes de chaque genre, dessinés et peints d’après nature avec le plus grand soin. 4 Bände mit Katalog und Atlas, Paris: Migneaux, später Deyrolle 1857–1868
- Insectes. Ordre des coléoptères. In: Ramon de la Sagra, Histoire fisica, politica y natural de la Isla de Cuba 7, 1857, S. 1–136
- Glanures entomologiques, 2 Teile, 1860